# Jean-Pierre Caffet
 (octobre 2017).
Si vous disposez d'ouvrages ou d'articles de référence ou si vous connaissez des sites web de qualité traitant du thème abordé ici, merci de compléter l'article en donnant les références utiles à sa vérifiabilité et en les liant à la section « Notes et références ».
Jean-Pierre Caffet, né le 8 novembre 1951 à Alger en France, est un homme politique français. Membre du Parti socialiste, il est conseiller de Paris entre 2001 et 2014 et sénateur de Paris de 2004 à 2017.

## Biographie

### Études et carrière professionnelle
Titulaire d'un doctorat en économie et diplômé de l'ENSAE, Jean-Pierre Caffet est fonctionnaire de l'INSEE de profession.

### Carrière politique
Engagé au Parti socialiste dès le début des années 1980, il a notamment travaillé pour le groupe parlementaire à l'Assemblée nationale. Il a été membre de plusieurs cabinets ministériels sous le gouvernement Jospin (1997-2002). Il a été élu sénateur de Paris le 26 septembre 2004. Il est également conseiller de Paris (18e arrondissement) et adjoint au maire de Paris, chargé de l'urbanisme de 2001 à 2008. Il a mis en œuvre de grands projets d'aménagement de Paris, la reprise par la municipalité d'emprises SNCF permettant une modification notable du paysage urbain, comme à Tolbiac ou aux Batignolles. Jean-Pierre Caffet est également à l'initiative du débat sur la densification.
Adhérent du PS dans le 18e arrondissement, Jean-Pierre Caffet est membre de cette « bande » ayant donné de nombreux cadres au PS parisien. C'est dans l'entourage de Lionel Jospin, Daniel Vaillant et Bertrand Delanoë qu'il fait ses classes jusqu'à prendre une place importante dans l'appareil de la fédération dont il a été longtemps l'officiel « numéro 2 ». Il soutient régulièrement les différentes options de Bertrand Delanoë : lors de la compétition de 2001 avec Jack Lang, lors de la désignation du candidat PS à la présidentielle de 2007, etc. Il devient, après les élections municipales de 2008 le président du groupe socialiste au Conseil de Paris.
Lors de la préparation du congrès de Reims (novembre 2008), il se trouve dans le think tank et le cercle dirigeant de l'équipe de la « motion A ». Il est l'une des principales plumes, notamment sur les questions économiques, de la contribution, puis de la motion Delanoë.
Lors des primaires socialistes de 2011, il soutient François Hollande. Réélu sénateur de Paris en 2011, il devient premier vice-président du groupe socialiste au Sénat (le président étant François Rebsamen puis Didier Guillaume).